# NGC 3130
NGC 3130 is een spiraalvormig sterrenstelsel in het sterrenbeeld Leeuw. Het hemelobject werd in 1828 ontdekt door de Britse astronoom John Herschel.

## 31-A Leonis
Dit sterrenstelsel bevindt zich, vanaf de Aarde gezien, schijnbaar in de buurt van de ster 31-A Leonis. Het schijnsel van deze ster is dan ook veelvuldig te zien op foto's van NGC 3130.

## Synoniemen
- UGC 5468
- MCG 2-26-26
- ZWG 64.72
- PGC 29475